# John Sheridan (Babylon 5)
John Sheridan es un personaje ficticio interpretado por Bruce Boxleitner.  Fue el comandante de la estación Babylon 5 desde la segunda temporada hasta la cuarta para luego ser Presidente de la Alianza Interestelar.

## Biografía

### Primeros años
John Sheridan nació en la Tierra en 2215. Su padre David fue un diplomático de la Alianza Terrestre, su madre se llamó Miranda y además tuvo una hermana, que se llamó Elizabeth. De joven él se unió a la Fuerza Terrestre y se graduó en 2239. Más tarde Sheridan estuvo casado por poco tiempo con Elizabeth Lochley, otra recién graduada como él, pero se divorciaron en paz al darse cuenta de que su matrimonio no podía perdurar. En 2245 Sheridan ascendió al rango de teniente comandante.
Durante la guerra contra los minbari Sheridan se desempeñó como primer oficial a bordo del nave (ship) de guerra EAS Lexington, "Clase Hyperion". Cuando el capitán de la nave fue asesinado en una emboscada por la Estrella Negra, la nave insignia minbari, Sheridan tomó el mando del Lexington. Con un truco atrajo a la nave de guerra a una trampa llena de minas nucleares y las detonó destruyéndola y dando así a la Tierra su única victoria real en la guerra. Los minbari apodaron por ello a Sheridan como el "Starkiller". Por su acción, Sheridan fue condecorado y se convirtió también en uno de los pocos héroes humanos que sobrevivió a la guerra.
Después de la guerra en 2248, él comandó una base espacial en Io. Allí conoció entre sus subalternos a Susan Ivanova, su futura lugarteniente en Babylon 5. El 2 de marzo de 2253 Sherida fue ascendido a capitán. Recibió el mando del EAS Agamemnon a mediados de la década de 2250, uno de los nuevos destructores de la "Clase Omega" que eran mucho más grandes y poderosos que las antiguas naves de guerra de la "Clase Hyperion". Sheridan pasó los siguientes años al frente del Agamemnon en misiones exploratorias y diplomáticas. También fue uno de los candidatos a comandar Babylon 5, pero fue rechazado por el gobierno de Minbari a favor de Jeffrey Sinclair. Sin embargo, el presidente de la Alianza Terrestre, Santiago, lo había mantenido como su primera opción en caso de que algo le sucediera a Sinclair. Durante ese tiempo se casó con Anna Sheridan, amiga cercana de su hermana Elizabeth Sheridan, la cual desapareció durante una misión exploratoria poco más tarde.

### Temporada 2
Cuando el comandante Jeffrey Sinclair fue reasignado como embajador en Minbar en enero de 2259, Sheridan fue elegido para comandar Babylon 5. Sheridan inicialmente no fue bien recibido por los minbari por lo ocurrido durante la guerra. Sin embargo, con el tiempo las relaciones mejoraron, sobre todo con Delenn, la embajadora de los minbari. Al principio Sheridan tuvo algunas dudas iniciales sobre tomar el mando de Babylon 5 porque temía convertirse en un burócrata, pero después de ayudar a rescatar al EAS Cortez, comandado por su amigo el capitán Maynard, él se dio cuenta de que estaba en el correcto lugar
Sheridan pronto descubrió que el nuevo presidente de la Alianza Terrestre, Clark, que había sucedido a Santiago, que había muerto, estaba convirtiendo lentamente a la Alianza Terrestre en una dictadura, cuya presencia se hacía palpable a través de la nueva organización Nightwatch, que actuaba contra disidentes pacíficos y que se parecía a un grupo paramilitar. También empezó a sospechar a causa de sus observaciones que Clark debió haber asesinado a su antecesor para ocupar su puesto. 
Pronto en la temporada, se entera a través de Delenn y del embajador vorlon Kosh de las sombras, de su política de sembrar caos y destrucción, además de ser responsables de la desaparición de su mujer en esa misión exploratoria, las cuales habían comenzando a moverse nuevamente ayudando incluso de manera encubierta a los centauri a derrotar a los narn, lo que llevó al desequilibrio del orden en la galaxia. Después de la caída de Narn 6 meses después, Delenn reveló la existencia de los Rangers a Sheridan, un ejército creado para la venidera guerra, y le ofreció el mando compartido de los Rangers en Babylon 5, algo que aceptó con pasión a causa de las actuaciones de las sombras. 

### Temporada 3
Al comienzo de la tercera temporada, los Rangers presentaron a Sheridan el prototipo de una nave espacial minbari clase Estrella Blanca dotada con tecnología vorlon, más avanzada. Él la utilizó luego para misiones encubiertas contra las sombras. En su primera misión, ayudó a los Rangers estacionados en un campo de entrenamiento bajo el bloqueo de los centauri a escapar antes de ser capturado más tarde por las sombras destruyendo además una de sus naves de guerra. 
Más tarde encontró pruebas de que Clark realmente había organizado el asesinato del difunto presidente Santiago como sospechaba y lo sacó a la luz. Cuando Sheridan descubrió que la administración de Clark estaba intentando adaptar tecnología de las sombras de una nave desenterrada bajo la superficie de Ganímedes, él destruyó con la Estrella Blanca la nave en lugar de permitir que cayera en sus manos, una lucha que causó graves pérdiadas humanas y materiales en Ganímedes, cuando la nave sombra se despertó fuera de control a causa de esos experimentos. Esto, y estando en peligro por la investigación contra él por el asesinato de Santiago, llevó a Clark a declarar la ley marcial en toda la Alianza Terrestre para salvarse e imponer su ambición bajo la mentira de una amenaza hacia la Tierra que había que combatir utilizando ese acontecimiento para ello. 
Clark consiguió su propósito, pero desencadenó con ello una guerra civil, en la que cometía atrocidades. Sheridan se rebeló por ello, derrotó a las fuerzas de Nightwatch en Babylon 5 atrayéndolas a una trampa, declaró la independencia de Babylon 5 al igual que otras colonias terrestres por lo ocurrido para luego combatir con éxito a las fuerzas de élite de Clark con ayuda de los minbari que necesitaban la estación para la venidera guerra contra las Sombras consolidando así la independencia de la estación, que continuarían utilizando también las otras razas para sus negocios.   
Finalmente las Sombras entraron en acción de forma abierta y Sheridan utilizó la estación para aglutinar las razas contra ellos con ayuda de Kosh y los vorlons, el cual en represalia fue asesinado por las Sombras por su papel en lo ocurrido.  Durante el resto de 2260, la atención de Sheridan se dirigió completamente a las Sombras. Descubrió a los telépatas como arma efectiva contra las Sombras. Luego Sheridan ayudó a Sinclair con la ayuda de Delenn, Marcus Cole, Lennier, Ivanova y la Estrella Blanca a llevar al pasado a la estación desaparecida Babylon 4, para que Sinclair, convertido ahora en el legendario líder Valen, pudiese vencer las Sombras en el pasado y evitar así que las Sombras sean más fuertes en el presente y puedan en el siguiente ataque destruir la estación y así también ayudar desde el pasado el presente.  
Finalmente solidificó la alianza de razas contra ellas y pudo liderar así una gran fuerza de ataque de múltiples especies contra las sombras con éxito gracias a los telépatas que posicionaron mientrastanto en las naves, aunque con grandes pérdidas. Dándose cuenta de la amenaza que se había vuelto Sheridan, las sombras buscaron a la esposa de Sheridan, Anna, que estaba todavía viva actuando como la CPU de una nave de las sombras, un procedimiento corriente respecto a sus propias naves, lo que también las hacía vulnerables frente a los telépatas. La sacaron de su nave para atraer a Sheridan a ellos y así neutralizarlo. Debido a su tiempo en la nave, la personalidad original de Anna había muerto y se había vuelto por ello totalmente leal a las Sombras. Por ello siguió sus órdenes. Apareció en Babylon 5 e invitó a Sheridan a ir a Z'ha'dum, el planeta de las Sombras, para saber lo que ocurría realmente respecto a la guerra. 
Sheridan, adivinando los planes de las sombras, ya que sabía sobre las naves de las sombras, aceptó y se fue con ella allí sin que nadie se enterase, que había escondido con ayuda de Michael Garibaldi en la Estrella Blanca dos bombas nucleares muy potentes com parte de su plan de acabar con ellas en su central. Una vez llegado allí en la capital, las sombras intentaron atraer a Sheridan a su lado contándole todo al respecto desde su perspectiva revelándole también que los vorlons habían creado los telépatas contra ellos, pero él se negó a cooperar, sorprendió a las sombras con un truco y consiguió escapar de ellas.
En su huida llegó a un agujero profundo hacia el centro del planeta. Por instrucción de Kosh, que había escondido parte de su ser en Sheridan él se tiró a ese agujero para evitar ser cogido, pero no sin antes lanzar a la Estrella Blanca y sus bombas sobre la capital. La explosión mató a Anna, destruyó la capital y a muchas sombras. A causa de ello, las naves de la sombras congelaron sus operaciones de guerra para ocuparse del grave problema surgido.

### Temporada 4
Al comienzo de la cuarta temporada, Sheridan, atrapado entre la vida y la muerte, se encontró en ese agujero con Lórien, quien fue el primer y más antiguo ser consciente de la galaxia, que vivía allí y de cuya presencia se percataba Kosh, el cual, asqueado por la guerra, decidió como último acto llevarlo a él para que se enterase de la verdad de la guerra a través de Lorien. Lorien le explicó, que la guerra no era más que un intento de los Vorlons y las Sombras de ayudar a las razas a desarrollarse a su manera y que se había salido fuera de control por las divergencias entre ambas partes al respecto, lo que terminó finalmente en la guerra presente. También le salvó la vida por el camino aunque también significaba que ya solo podría vivir a causa de lo ocurrido 20 años más.
Mientras tanto las Sombras aún se estaban recuperando de la destrucción de su ciudad capital y la alianza hecha por Sheridan se empezaba a peligrarse por su ausencia. A punto de resquebrajarse, Sheridan, sanado, volvió a Babylon 5 con Lorien y, convertido en leyenda por haber conseguido hacer tanto daño a las Sombras y sobrevivir, consiguió convencer a todos a unirse a él para acabar con la guerra, que había estado azotando la galaxia desde hacía tanto tiempo. Mientras tanto los Vorlons y las Sombras empezaron a escalar la guerra de forma imprevista utilizando para ello destructores de planetas, lo que convirtió a Sheridan en la única esperanza de la galaxia de detener la locura que iba a matar a todos si no se detenía. 
Finalmente Sheridan se enfrentó a las Sombras y a los Vorlons. Con Delenn, lideró la alianza de humanos, Narns, Minbari y la Liga de Mundos No Alineados, conocida como el Ejército de la Luz, contra ellos. En la batalla de Coriana VI, él y Delenn consiguieron con la ayuda de Lorien y de sus aliados, Primeros como él, detener a las Sombras y los Vorlons, parar la guerra y demostrar a las Sombras y Vorlons que ya no tenían influencia, ya que las nuevas razas sabían todo y lo habían entendido todo mostrando así madurez para continuar sin ellos. Lorien entonces convenció a ambos bandos a partir con él y los demás hacia "más allá del borde" de la galaxia y no volver para dar a las nuevas razas la galaxia que ahora les correspondía para que se continuasen desarrollando solos y fuesen luego los nuevos profesores de las venideras razas sin repetir los fallos que hicieron ellos.
Una vez hecho, todos los Primeros se fueron. Sheridan regresó a Babylon 5 y se concentró desde entonces a solidificar la alianza surgida para eventuales futuros enfrentamientos, mientras que se concentró también en actuar contra Clark, que había convertido la Alianza Terrestre con sus acciones en un lugar de guerra civil.
Finalmente él declaró la guerra a Clark por sus atrocidades cada vez mayores. Con la ayuda de los Rangers, otras razas, que le ayudaron en agradecimiento por su ayuda contra las sombras, las naves de guerra disidentes de la Alianza Terrestre y las fuerzas independentistas de Marte, a quienes consiguió convencer a unirse a él a cambio de darles la independencia para su planeta después de la guerra, él lo derrotó, el cual se suicidó antes de ser capturado. Más tarde, bajo la presión política de los restos del gobierno de la Alianza Terrestre, Sheridan renunció a su posición en la Fuerza Terrestre a cambio de amnistía para todos los que lucharon con él. Más tarde, a causa de los acontecimientos contra las Sombras y los Vorlons, los aliados de Coriana VI y los Centauri, que también sufrieron por lo ocurrido, fundaron la Alianza Interestelar, una confederación con un presidente y los rangers como ejército, a la que la Alianza Terrestre se unió a cambio de tecnología avanzada y en la que se eligió a Sheridan como Presidente, el cual consiguió también como condición a la adhesión de la Alianza Terrestre a la Alianza a que acepte la independencia política de Marte.
También se casó con Delenn, con la que tuvo más tarde un hijo, David, un matrimonio que duró durante toda su restante vida.

### Temporada 5
En Babylon 5 Sheridan nombró luego a Elizabeth Lochley como su sucesor como comandante de la estación y, aparte de empezar a enfrentarse al legado que causaron las sombras, los vorlons y Clark, empezó a mudar de forma gradual las instituciones de la Alianza Interestelar a la ciudad de Tuzanor en Mínbar. Eso se llevó a cabo durante un año.

### Últimos años
Una vez allí Sheridan actuó como presidente durante otros 18 años pudiendo superar en ese puesto todas las crisis que empezaron a aparecer en el año en que se fue de Babylon 5. Luego, siendo consciente de su venidera muerte, él se volvió jefe de los Rangers en el último año. Para ello dimitió de su puesto dándoselo luego a Delenn en su lugar para que todo continúe sin su presencia. 
Finalmente en 2281, cuando se da cuenta, de que su hora de morir había venido, él se encontró con sus amigos de Babylon 5 aún vivos una última vez para despedirse de ellos en una última cena. Luego, después de despedirse de Delenn, él se fue a Babylon 5 para despedirse de la estación que marcó su vida. Una vez hecho se fue luego con su nave personal a Coriana VI para morir allí en el lugar donde se despidió de Lorien en 2261. Allí Lorien apareció y le llevó con los Primeros al más allá. Cuando encontraron su nave, su cuerpo no fue encontrado. Su legado, al igual que el de su mujer Delenn y el de Sinclair, bajo su nombre minbari Valen, perduró incluso 1 000 000 de años después de la fundación de la Alianza Interestelar.